# 237e régiment d'assaut aérien de la Garde
Pour les articles homonymes, voir 237e régiment.
Le 237e régiment d'assaut aérien de la Garde (en russe : 237-й гвардейский десантно-штурмовой полк, abrégé en russe : 237 гв. дшп), de son nom complet le 237e régiment d'assaut aérien de la Garde « de Toruń » de l'ordre du Drapeau Rouge (en russe : 237-й гвардейский десантно-штурмовой Торуньский Краснознамённый полк), est un régiment des troupes aéroportées russes (n° d'unité 12865), qui fait partie de la 76e division d'assaut aéroporté de la Garde basée à Pskov, dans le district militaire ouest.

## Historique
Le régiment est formé dans la ville de Novorossiïsk, conformément à l'ordre du Commissariat du peuple à la défense de l'Union soviétique (NPO) du 19 août au 1er septembre 1939. L'unité est réalisée sur la base du 2e bataillon du 221e régiment de fusiliers « Tchernigov » de la 74e division de fusiliers « Taman » (ru).
Le 1er septembre 1939, le régiment est nommé 633e régiment de fusiliers et rejoint la 157e division de fusiliers. Le régiment est basé à Novorossiïsk jusqu'au 13 septembre 1941.
À partir de la mi-septembre 1941, le régiment participe aux combats près d'Odessa, d'où il est évacué le 1eroctobre 1941. En novembre 1941, le régiment est transféré à Touapsé et reçoit l'ordre d'assurer la défense de la côte de la mer Noire de l'URSS, de Novorossiïsk à Adler. En décembre 1941 et janvier 1942, le régiment participe à une opération de débarquement pour libérer Théodosie, où le régiment est débarqué par le croiseur Krasny Kavkaz.
Pendant la Grande Guerre patriotique, par arrêté du NPO n° 104 du 1er mars 1943, le régiment est transformé en 237e régiment de fusiliers de la Garde, et l'ensemble de la 157e division de fusiliers reçoit le nom de 76e division de fusiliers de la Garde.
Par ordre du commandant en chef suprême de l'URSS n° 59 du 5 avril 1945, pour les batailles de libération de la ville de Toruń en Pologne, le régiment reçoit le titre honorifique « de Toruń ». Pour l'exécution exemplaire des tâches de commandement lors de la prise de la ville de Bütow, par décret du Présidium du Soviet suprême de l'URSS du 26 avril 1945, le régiment reçoit l'ordre du Drapeau rouge.
Par arrêté du ministre des forces armées du 1er mars 1949, cette date institue la fête annuelle du 237e régiment.
Le personnel du régiment prend notamment part aux combats en république d'Afghanistan. L'unité est localisé dans les « points chauds » du globe : la Transnistrie, Vilnius, le Kirghizistan, en Ossétie du Sud et participe à la première guerre de Tchétchénie.
En 1988, le régiment est renommé 237e régiment aéroporté de la Garde « de Toruń » de l'ordre du Drapeau rouge.
Le bataillon combiné du régiment participe à des opérations de maintien de la paix après la guerre de Bosnie-Herzégovine en 1996-1999.
Le 22 juin 2001, conformément à la directive du chef d'état-major général des forces armées de la fédération de Russie, le régiment est dissous et sa bannière de bataille transférée pour stockage au musée central des forces armées.
L'unité est restaurée à la fin de 2001. Le 2 mars 2002, pour la première fois dans l'histoire des forces armées russes, a lieu la fête annuelle du régiment.
L'unité combat lors de l'invasion russe de l’Ukraine à partir de 2022. Le 29 juin 2023, par décret du président de la Russie, le régiment reçoit le titre honorifique « de la Garde ».

## Soldats décorés

### Héros de l'Union soviétique
- Afanassi Nesterovitch Abramov
- Semion Efimovitch Afanassiev
- Alexeï Dmitrievitch Andreïev
- Maxime Mitrofanovitch Zozoulia
- Pavel Markelovitch Koumanev
- Nikolaï Fiodorovitch Makhov
- Hermann Alexeïevitch Molodov
- Alexeï Nikolaïevitch Ozerine
- Gavril Egorovitch Tcherechnev

### Héros de la fédération de Russie
- Sergueï Viatcheslavovitch Vlassov
- Oleg Nikolaïevitch Zobov
- Viatcheslav Vladimirovitch Sivko
- Almaz Minigaleïevitch Safine

Par arrêté du ministre de la Défense de l'URSS du 8 mai 1965, le major Guerman Alekseïevitch Molodov fut enrôlé à jamais dans le personnel du régiment de Garde, dont le bataillon traversa la Vistule le 27 janvier 1945 et tint une tête de pont sur sa rive ouest pendant plusieurs jours, éliminant plus de 300 soldats et officiers ennemis au cours de batailles.

## Commandants
- G. Gamilagdachvili (? - 1941)
- Gueorgui Ivanovitch Andreïev (novembre 1941 - ?)
- Ivan Petrovitch Mokhov (1er mars 1943 - 22 décembre 1943)
- Iouri Minovitch Koussenko (27 décembre 1943 - ?)
- Valentine Alexandrovitch Chmelev (1969 - 1972)
- Valeri Vladimirovitch Gaïdoukevitch (1988-1992)
- Viatcheslav Vladimirovitch Sivko (1992 - 1995)
- Andreï Nikolaïevitch Serdioukov (1995 - 16 juin 1997)
- Sergueï Petrovitch Kochanov (16 juin 1997 - décembre 1998)
- Alexandre Petrovitch Chmorgounov (2000 - 2001)
- Mikhaïl Tkachev (depuis 2021)

## Personnalité ayant servi dans le régiment
- Alexeï Lebed (en) (années 1980) en tant que commandant de compagnie.